# Macromphalus yamamotoi
Macromphalus yamamotoi is een slakkensoort uit de familie van de Vanikoridae. De wetenschappelijke naam van de soort is voor het eerst geldig gepubliceerd in 1978 door Habe.